# Myristica crassa
Myristica crassa är en tvåhjärtbladig växtart som beskrevs av George King. Myristica crassa ingår i släktet Myristica och familjen Myristicaceae. Inga underarter finns listade i Catalogue of Life.